# Disa vogelpoelii
Disa vogelpoelii là một loài thực vật có hoa trong họ Lan. Loài này được (H.P.Linder) Bytebier mô tả khoa học đầu tiên năm 2008.